# Summer Walker

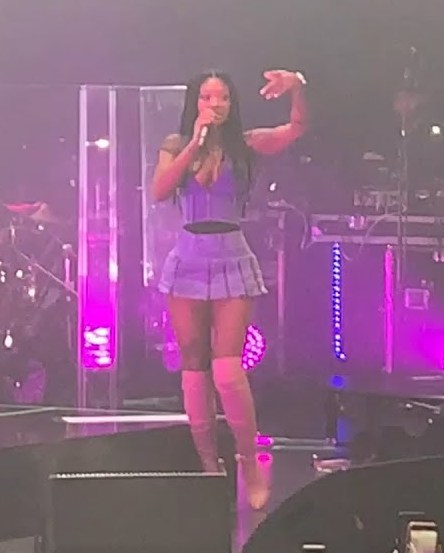
Summer Walker (2019)

Summer Marjani Walker (* 11. April 1996 in Atlanta) ist eine US-amerikanische R&B-Sängerin und Songwriterin aus Atlanta.

## Biografie
Aufgewachsen ist Summer Walker in Atlanta. Entdeckt wurde sie durch selbstgemachte Aufnahmen eigener Songs, die sie Mitte der 2010er über die sozialen Medien veröffentlichte. Daraufhin wurde sie vom Label LoveRenaissance (LVRN) unter Vertrag genommen. Es erschienen Songs wie Session 32, CPR und Girls Need Love, mit denen sie den Grundstock für ihre Karriere legte. Außerdem ging sie im Frühjahr 2018 als „Opening Act“ mit Labelkollege 6lack auf Tour. Einige der ersten Lieder waren auch auf Last Day of Summer enthalten, ihrem ersten Mixtape, das im Oktober des Jahres erschien und sofort den Sprung in die US-Albumcharts schaffte. Eine Neuaufnahme von Girls Need Love zusammen mit Drake schaffte es sogar in die Top 40 der Singlecharts und erreichte Platinstatus. Auch in weiteren englischsprachigen Ländern kam es in die Charts.
Danach arbeitete sie an ihrem ersten Studioalbum. Vorab veröffentlichte sie die Single Playing Games, die Platz 16 in den US-Singlecharts und Platz 25 in Großbritannien erreichte. Mit dem Album Over It stieg sie im Oktober 2019 auf Platz 1 der R&B-Charts und Platz 2 der offiziellen Charts in den USA ein. 7 weitere Songs des Albums, unter anderem Kollaborationen mit Usher und Jhené Aiko, schafften es in die Singlecharts.

## Diskografie
StudioalbenSummer Walker/Diskografie